# Łoskutowo (Mari El)
Łoskutowo (ros. Лоскутово) – wieś (dieriewnia) w Rosji, w Mari El, w rejonie siernurskim. W 2010 liczyła 366 mieszkańców.